# Boeil-Bezing

Boeil-Bezing este o comună în departamentul Pyrénées-Atlantiques din sud-vestul Franței. În 2009 avea o populație de 1.232 de locuitori.

## Evoluția populației
| An        | 1975 | 1982  | 1990 | 1999 | 2006  | 2009  |
| --------- | ---- | ----- | ---- | ---- | ----- | ----- |
| Populație | 930  | 1.009 | 962  | 935  | 1.147 | 1.232 |